# ニコロ・カザーレ
ニコロ・カザーレ（Nicolò Casale, 1998年2月14日 - ）は、イタリア・ネグラール出身のサッカー選手。ボローニャFC所属。ポジションはディフェンダー。

## 経歴

### クラブ
1998年2月14日、イタリアのヴェネト州ヴェローナ県ネグラールに生まれ、エラス・ヴェローナFCの下部組織で育った。
2017年7月11日、セリエBのACペルージャ・カルチョに買取りオプション付きの期限付き移籍で加入した。
2018年1月30日、ペルージャへのレンタルを解消し、セリエCのACプラートに期限付き移籍で加入した。
2018年7月6日、セリエCのFCズュートティロールに期限付き移籍で加入した。
2019年7月18日、セリエBのヴェネツィアFCに買取りオプション付きの期限付き移籍で加入した。
2020年10月3日、セリエBのエンポリFCに買取りオプション付きの期限付き移籍で加入した。このシーズンにエンポリはリーグ戦を制し、セリエBのタイトルを獲得した。
2021-22シーズンは所属元のヴェローナに戻り、2021年8月21日に行われた開幕節のUSサッスオーロ・カルチョ戦で先発に名を連ねセリエAにデビューをすると、その後も出場を重ねて11月10日には2026年6月までクラブとの契約を延長。最終的にリーグ戦36試合に出場した。
2022年7月8日、SSラツィオに完全移籍で加入した。移籍金は700万ユーロ＋ボーナスで、2027年6月までの5年契約と報道された。9月11日にホームで行われたセリエA第6節の古巣ヴェローナとの試合で先発出場し新天地にデビュー。2023年1月29日の第20節ACFフィオレンティーナ戦で、前半8分にCKからセリエA及びラツィオでの初得点を決めた。
2024年8月30日、ボローニャFCに1年間の期限付き移籍で加入した。

### 代表
2023年9月1日、同月に行われるUEFA EURO 2024予選のメンバーとしてイタリア代表に初招集された。

## タイトル
エンポリ
- セリエB：2020-21